# ساشا لين
ساشا لين (بالإنجليزية: Sasha Lane)‏ هي ممثلة أمريكية، ولدت في 29 سبتمبر 1995 بدالاس في الولايات المتحدة.

## أعمال

### أفلام
- الأعاصير (2024)

## وصلات خارجية
- ساشا لين على موقع IMDb (الإنجليزية)
- ساشا لين على موقع روتن توميتوز (الإنجليزية)
- ساشا لين على موقع ألو سيني (الفرنسية)
- ساشا لين على موقع أول موفي (الإنجليزية)
- ساشا لين على موقع قاعدة بيانات الفيلم (الإنجليزية)
- ساشا لين على موقع كينوبويسك (الروسية)